# Terobiella tennysoni
Terobiella tennysoni är en stekelart som först beskrevs av Girault 1920.  Terobiella tennysoni ingår i släktet Terobiella och familjen puppglanssteklar. Inga underarter finns listade i Catalogue of Life.